# Delegada Ione Barbosa
Ione Maria Moreira Dias Barbosa (Juiz de Fora, 20 de março de 1974) é uma delegada de polícia e política brasileira, filiada ao Avante, eleita para o cargo de Deputada Federal por Minas Gerais.

## Biografia
Ione começou a sua carreira política em 2020, se candidatando à Prefeitura de Juiz de Fora, no qual atingiu 56.699 votos (21,98%) perdendo a eleição para a então Deputada: Margarida Salomão (PT).
Em 2022, filiou-se ao Avante e foi eleita deputada federal com 52.630 votos.